# Айболить-66
«Айболить-66» (рос. «Айболит-66») — російський радянський художній фільм 1966 року режисера Ролана Бикова.

## Сюжет
Ексцентрична музична комедія з елементами цирку та пантоміми про доброго доктора Айболить, мавпочку Чічі, собаку Авві і розбійника Бармалея.

## У ролях
- Олег Єфремов
- Ролан Биков
- Лідія Князева
- Євген Васильєв
- Фрунзик Мкртчян
- Олексій Смирнов
- Гурген Джанибекян
- Леонід Енгибаров
- Фауста Іванова
- Зоя Ісаєва
- Людмила Карауш
- Віталій Комісарів
- Геннадій Крашенинников
- Юрій Мартинов
- Раднер Муратов
- Елла Некрасова
- Володимир Піцек
- Володимир Протасенко
- Вікторія Радунська
- Ілля Рутберг
- Георгіос Совчіс
- Віолетта Хуснулова
- Світлана Швайко
- Ігор Ясулович
- Валентин Грачов

## Творча група
- Автори сценарію: — Ролан Биков, Вадим Коростильов
- Режисери-постановники: — Ролан Биков
- Оператори-постановники: — Геннадій Цекавий, Віктор Якушев
- Композитори: — Борис Чайковський
- Художники-постановники: — Олександр Ковальов